# الاتحاد للتجديد الديمقراطي (السنغال)
الاتحاد للتجديد الديمقراطي (بالفرنسية: Union pour le renouveau démocratique) هو حزب سياسي في السنغال. أسسه دجيبو ليتي كا، الوزير السابق في عهد الرئيس عبدو ضيوف الذي انشق عن الحزب الاشتراكي الحاكم آنذاك، في عام 1998.
في الانتخابات البرلمانية التي جرت في أبريل 2001، فاز الحزب بـ 3.67٪ من الأصوات الشعبية وثلاثة من أصل 120 مقعدًا في الجمعية الوطنية.  انضم إلى الحكومة في عهد الرئيس عبد الله واد في أبريل 2004.  شارك في الانتخابات البرلمانية في 3 يونيو 2007 كجزء من ائتلاف سوبي.